# Санделин, Карл
Карл Виктор Торстен Санделин (фин. Karl Viktor Torsten Sandelin; 28 сентября 1887, Малакс, Вазаская губерния — 8 мая 1950, Хельсинки) — финский гимнаст, бронзовый призёр летних Олимпийских игр 1908 года.
На Играх 1908 года в Лондоне Санделин участвовал только в командном первенстве, в котором его сборная заняла третье место.